# 德國法院體系
德國法院體系（德語：deutsche Gerichte），可分為各州法院系統及聯邦法院系統兩個層次。按照主管範圍又分為憲法法院、普通法院和專業法院（包括行政法院、勞動法院、社會法院、財政法院，以及聯邦專利法院）。為了維護法制的統一，當某個法院系統做出的判決可能與其他法院系統的判決相衝突時，將召集聯邦各最高法院聯席會議做出決定。所有法院的設置及職能都由德國法院組織法（簡稱GVG）規定之。

## 憲法法院
德國是個聯邦國家，各邦有自己的憲法，位於各邦之上的聯邦也有一部憲法；自1949年起的德國聯邦憲法叫做「基本法」（GG）。

### 各邦憲法法院
所以各邦有自己的邦憲法法院，例如：柏林邦憲法法院，以及座落於慕尼黑的巴伐利亞邦憲法法院。

### 聯邦憲法法院
聯邦則有德國聯邦憲法法院，座落於卡爾斯魯厄。

## 普通法院
只要不屬於憲法法院，也不屬於以下段落的「專門法院」管轄之案件，皆屬普通法院管轄。主要是民事和刑事案件。依德國法院組織法第12條，普通法院分為四級，即地方法院，地區中級法院，州高等法院和聯邦最高法院。

### 邦層級
分三級，從下到上：德國邦地方法院（邦地方法院；行政區法院），德國邦高等法院（邦高等法院），德國邦最高法院（邦最高法院；上邦法院。有些邦设立有多个，如巴伐利亚邦有三个）。例外名稱：柏林邦最高法院（上邦法院），是全德國唯一一座以此命名的邦層級最高法院。

#### 邦地方法院
德國邦地方法院（邦地方法院；行政區法院）是普通法院系統的最低審級，負責審理較輕的犯罪和較小的民事案件，這一級別的法院具體來說，民事庭受理第一次上訴且最高金額不超過5000歐。還具有一些日常法律功能，如管理公司登記。地方法院絕大多數的案件都由一位法官獨任審理。但是，在刑事案件中可能判處兩年以上有期徒刑的，法官要與兩位陪審員共同組成合議庭審理。

#### 邦高等法院
地方法院的上級法院是德國邦高等法院。邦高等法院分兩部分，一部分負責審理較重的犯罪，另一部分審理較大民事案件，大多數重大的民事、刑事案件都由邦高等法院一審。具體來說，該級民事之邦高等法院接受以下條件的審理：(1).第一次上訴且涉及金額在5000歐元以上，(2).第二次審理且涉及金額至少在600歐以上，(3).特殊允許的情況。邦高等法院有多個三位法官組成的合議庭，但為了提高效率，大多數案件都由一位法官獨任審理，只有法律或事實上疑難的案件才轉為由合議庭審理。邦高等法院還是邦地方法院裁判的上訴法院，邦地方法院一審的案件，由邦高等法院終審。

#### 邦最高法院
德國邦最高法院（邦最高法院），主要審查由下級邦高等法院上訴到本院的案件中提出的法律問題，也審理涉及危害國家安全和違憲案件的一審。與邦高等法院類似，邦最高法院也按照專業分成多個合議庭。

### 聯邦層級
德國聯邦最高法院（BGH；聯邦法院）管轄所有上訴到聯邦層級的案件，是德國境內普通法院的最終審。座落於卡爾斯魯厄。

## 專門法院
專門法院審理五類案件：行政、勞動、社會、財稅和專利案件。和普通法院一樣，在各州專門法院的基礎上，聯邦層次有負責上訴審的專門法院。

### 行政法院
審理不屬於專門法院的公法案件。行政法院包括三個審級，分別是地方行政法院、高級行政法院和聯邦行政法院。在行政法院，個人可以對政府的不當行政行為要求賠償。比如，行政法院有許多案件是關於核電廠的位置和安全標準的。

#### 邦層級
分兩級，由下到上：德國邦行政法院（行政法院），德國邦高等行政法院（邦高等行政法院）。有些邦的高等行政法院稱為「XX（邦）行政法院」，例如：巴伐利亞邦高等行政法院、巴登符騰堡邦高等行政法院。

#### 聯邦層級
德國聯邦最高行政法院審理由邦層級法院上訴到聯邦的其他行政訴訟，座落於萊比錫。德國聯邦軍事法院（聯邦軍事法院）軍人職務案件。有兩座，北德的在明斯特，南德的在慕尼黑。

### 勞動法院
勞動法院也有三個審級，審理集體合同和勞動條件的案件。審理勞資糾紛、工會案件。

#### 邦層級
分兩級，由下到上：德國邦勞動法院（勞動法院），德國邦高等勞動法院（邦高等勞動法院）。

#### 聯邦層級
只有一級：德國聯邦最高勞動法院，座落於埃爾福特。

### 社會法院
社會法院分三級，審理涉及社會保障案件。審理有關社會保險、社會福利的案件。

#### 邦層級
分兩級，由下到上：德國邦社會法院，德國邦高等社會法院。

#### 聯邦層級
只有一級：德國聯邦最高社會法院，座落於卡塞爾市。

### 財稅法院
財稅法院審理徵稅案件，只有兩個審級。德國邦財稅法院負責納稅人與公共財稅部門，如稅務局與海關，之間的訴訟。財稅法院，有時也稱為財政法院或財務法院。

#### 邦層級
只有一級：德國邦最高財稅法院，各邦一般只設一個財稅法院，而巴伐利亞邦有2處，北威邦有3處。自2007年以來，柏林與勃蘭登堡邦設置一處共同的財稅法院，位於科特布斯。是故，目前共有18所邦一級的財稅法院。

#### 聯邦層級
只有一級：德國聯邦最高財稅法院，座落於慕尼黑。

### 聯邦專利法院
設在慕尼黑的德國聯邦最高專利法院專門管轄由邦層級法院上訴到聯邦法院的工業知識財產權、專利權、商標權案件等類案件。

## 外部連結
- Chart （页面存档备份，存于）: Courts of law in Germany
- Law – Made in Germany （页面存档备份，存于）: German government's explanation of the advantages of German law
- Legislation （页面存档备份，存于）: Independence of the judiciary in Germany

Template:Supreme Courts of Germany
Template:Judiciaries of Europe